# Nukunonu (eiland)
Nukunonu is het op een na grootste eiland van het gelijknamige atol in Tokelau. Op Nukunonu bevindt zich het grootste dorp van het atol, Nukunonu Village. Het eiland is door middel van een brug verbonden met Motuhaga, het enige andere bewoonde eiland.

## Toerisme

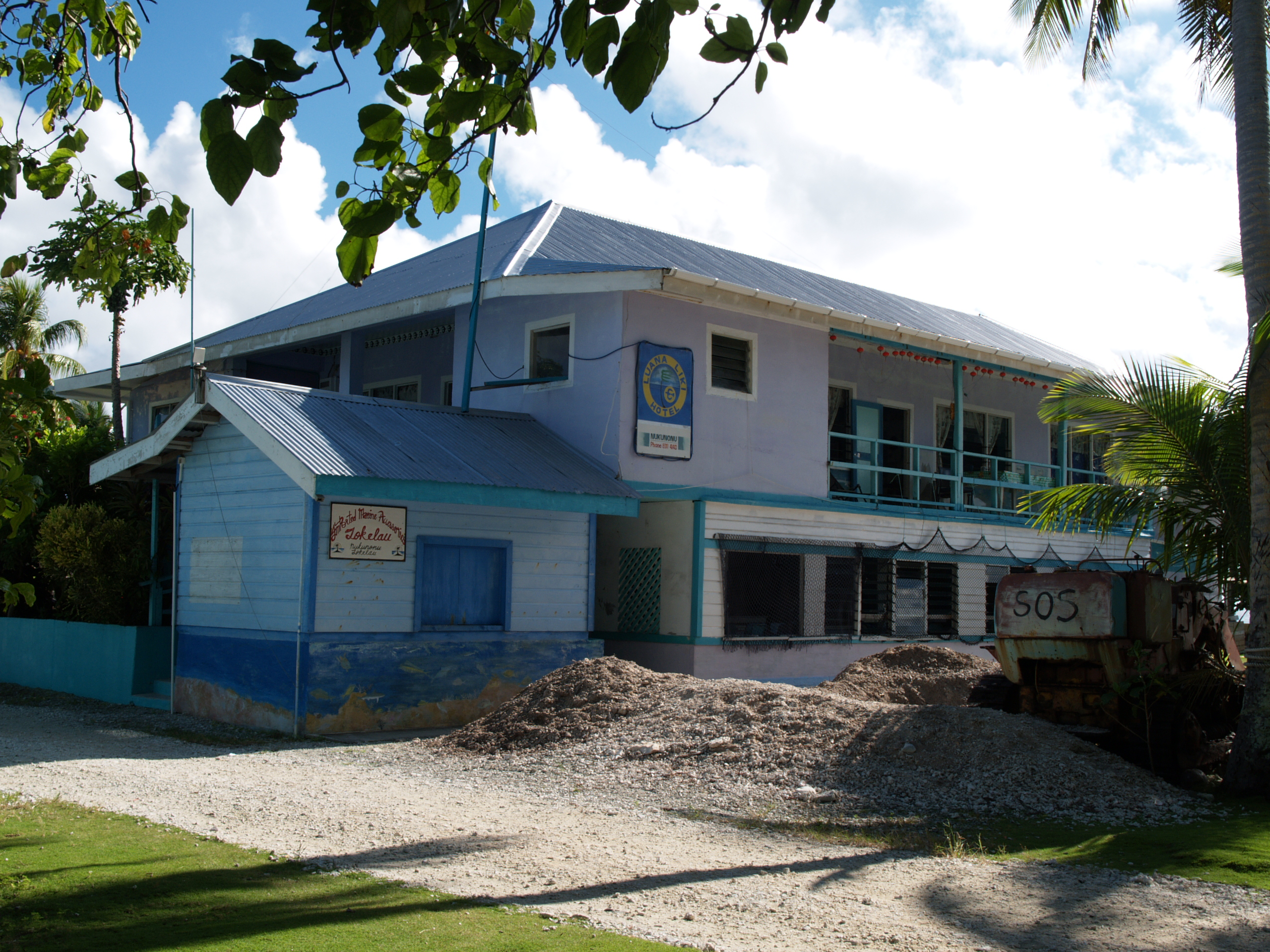
Het Luana Liki Hotel

Op Nukunonu bevinden zich de enige twee echte hotels van Tokelau, te weten het Falefa Resort en het Luana Liki Hotel.
Ahua · Apia · Avakilikili · Fakanava Tau Loto · Fatigauhu · Fulumahaga · Haumagalu · Hilakehe · Hini Ailani · Lalohumu · Laulauia · Matalapa · Motu Akea · Motu Fala · Motuhaga · Motusanga · Na Hapiti · Na Taulaga · Nasapiti · Natoli · Niututahi · Nuialemo · Nukunonu · Olomoana · Patiku · Puka · Punalei · Saumangalu · Tagamako · Te Afua · Te Fakanava · Te Kamu · Te Palaoa · Te Puka i Mua · Te Puka i Muli · Te Nonu · Tima · Tokelau · Tuatiga · Tuigaika · Vaivaimai · Vini